# ヘイミル・ハルグリムソン
ヘイミル・ハルグリムソン（Heimir Hallgrímsson、1967年6月10日 - ）は、アイスランドの元サッカー選手、指導者。ポジションはディフェンダー。

## 経歴
2012年にアイスランド代表のコーチに就任、2013年11月から監督を務めた。出場国が拡大されたUEFA EURO 2016にアイスランド史上初の出場に導いた。大会ではラウンド16でイングランドに勝利、ベスト8まで勝ち進んだ。2018 FIFAワールドカップ・ヨーロッパ予選ではグループIを首位通過し、初の本大会出場を決めた。
2022年にはジャマイカ代表監督に就任。2023 CONCACAFゴールドカップではベスト4となった。コパ・アメリカ2024では全敗でグループステージ敗退、大会後に退任した。
2024年7月からはアイルランド代表監督に就任した。